# 2023 en Équateur
Cet article présente les faits marquants de l'année 2023 en Équateur.

## Évènements
- 5 février : référendum constitutionnel.
- 18 mars : un séisme de magnitude 6,8 dans le sud du pays fait au moins 14 morts[1].
- 17 mai : début d'une crise politique.
- 9 août : assassinat de Fernando Villavicencio, candidat à la présidentielle.
- 20 août : élection présidentielle, élections législatives et référendum d'initiative populaire.
- 15 octobre : élection présidentielle (2d tour), Daniel Noboa est élu.
- 25 novembre : Daniel Noboa devient président de la république, succédant à Guillermo Lasso.